# Johannes Bell
Johannes Bell, nemški politik in pravnik, * 23. september 1868 Essen, Prusija † 21. oktober 1949 Würgassen.
Bil je član nemške centralne stranke. V času Weimarske republike je kratek čas opravljal funkcijo ministra za kolonialne zadeve, ministra za promet (1919/20) in ministra za pravosodje (1926/27). Bell je bil tudi eden od dveh nemških predstavnikov, ki sta 28. junija 1919 podpisala Versajsko pogodbo na pariški mirovni konferenci.      